# Modré pleso
Modré pleso (deutsch Blaues Seelein, auch Blauer See oder Sattelpass-See, ungarisch Kék-tavacska oder Kék-tó, polnisch Lodowy Stawek oder älter Modry Stawek) ist ein Bergsee auf der slowakischen Seite der Hohen Tatra.
Er befindet sich im Abschluss des Tals Malá Studená dolina (deutsch Kleines Kohlbachtal) und seine Höhe beträgt 2189 m n.m. (nach älteren Quellen 2157 m n.m.), die sie zum höchsten ständigen See der Tatra macht. Seine Fläche liegt bei 4025 m², er misst 73 × 73 m und ist bis zu 4,5 m tief. Unmittelbar westlich des Sees erhebt sich der Hauptkamm der Hohen Tatra mit dem Berg Malý Ľadový štít im Nordwesten und dem Sattel Sedielko im Westen. Es gibt keinen oberirdischen Abfluss, der See liegt aber im Einzugsgebiet des Malý Studený potok (deutsch Kleiner Kohlbach), einem Quellfluss des Studený potok (deutsch Kohlbach) im Einzugsgebiet des Poprad.
Wegen der Beschattung durch umliegende Felsenwände hat der See anscheinend eine dunkelblaue Farbe und ist somit auch so benannt worden. Nach der Lage im Hochgebirgskessel Dolinka pod Sedielkom (polnisch Lodowa Dolinka) heißt der See im Polnischen heute Lodowy Stawek (wörtlich Eis-Seechen), im Deutschen gibt es auch den Namen Sattelpass-See nach dem Sattel Sedielko, zu deutsch Kleiner Sattelpass.
Am See vorbei passiert der grün markierte Wanderweg von der Hütte Téryho chata über den Sattel Sedielko ins Talsystem der Javorová dolina jenseits des Hauptkamms.